# Лосаберидзе, Юза Титеевич
Юза Титеевич Лосаберидзе (род. 15 декабря 1938, Кутаиси) — советский футболист, защитник.
Воспитанник юношеской команды «Динамо» Кутаиси c 1955 года. С 1957 года — в составе «Локомотива» Кутаиси (с 1959 года — «Торпедо»). В 1961 году вместе с командой вышел в класс «А», где за восемь сезонов провёл 202 матча, забил один гол — 31 октября 1965 года в домашней игре с «Динамо» Киев (1:0).
В 1973—1978 — директор футбольной школы Министерства просвещения (Кутаиси).